# نويل برسل
نويل برسل (بالإنجليزية: Noel Purcell)‏ (و. 1900 – 1985 م) هو ممثل، وممثل أفلام أيرلندي، ولد في دبلن، توفي في دبلن، عن عمر يناهز 85 عاماً.

## التعليم
تعلم في مدرسة شارع سينغ للأخوان المسيحيين ‏.

## وصلات خارجية
- نويل برسل على موقع IMDb (الإنجليزية)
- نويل برسل على موقع ألو سيني (الفرنسية)
- نويل برسل على موقع ميوزك برينز (الإنجليزية)
- نويل برسل على موقع أول موفي (الإنجليزية)
- نويل برسل على موقع قاعدة بيانات الأفلام السويدية (السويدية)
- نويل برسل على موقع إن إن دي بي (الإنجليزية)
- نويل برسل على موقع ديسكوغز (الإنجليزية)
- نويل برسل على موقع قاعدة بيانات الفيلم (الإنجليزية)
- نويل برسل على موقع كينوبويسك (الروسية)